# Alfred Jeremias Kwak
Alfred Jeremias Kwak (original: Alfred Jodocus Kwak, även känd som Alfred Anka och Affe Kvack på svenska) är en nederländsk TV-serie som skapades i samarbete mellan Telecable Benelux B.V. (Belgien), VARA (Nederländerna), ZDF (Tyskland), TV Tokyo (Japan) och TVE (Spanien). Serien sändes i början av 1990-talet på bl.a. TV4.
Serien handlar om djur som beter sig som människor och utspelar sig i modern idyllisk lantlig miljö. Huvudfiguren, Alfred J. Kwak, är en anka och skapades av artisten Herman van Veen.
Serien består av 2x26 episoder.
Serien har visats i flera länder och finns dubbad till svenska, danska, finska, engelska, nederländska, tyska, spanska, franska och italienska.

## Svenska röster
- Håkan Mohede
- Kenneth Milldoff
- Nina Gunke[3]